# Marie-Louise O'Murphy
Marie-Louise O'Murphy (21. října 1737, Rouen — 11. prosince 1814, Paříž) byla francouzská kurtizána, milenka krále Ludvíka XV. Byla známa pod přezdívkou La Morphise, která vznikla spojením jejího příjmení s řeckým slovem eumorphos (dobře vypadající).
Pocházela z početné rodiny vojáka a ševce irského původu, spolu se svými sestrami se živila jako zpěvačka a herečka, nechávající se vydržovat majetnými muži (byl mezi nimi i Giacomo Casanova). Jako čtrnáctiletá byla modelem k aktu Odpočívající dívka, který namaloval François Boucher. Mimořádný ohlas tohoto obrazu jí otevřel dveře ke královskému dvoru. Z jejího vztahu s králem se narodila dcera Agathe Louise de Saint-Antoine (1754—1774). Madame de Pompadour viděla v mladší sokyni nežádoucí konkurenci, proto zinscenovala její sňatek s důstojníkem Jacquesem de Beaufranchet, aby ji odklidila z královy blízkosti. Z tohoto manželství se narodila dcera, která zemřela v dětství, a Louis Charles Antoine de Beaufranchet (1757—1812), který se po revoluci stal polním maršálem.
Marie-Louise ovdověla v roce 1757, kdy Beaufranchet padl v bitvě u Rossbachu. Později byla ještě provdána v letech 1759 až 1783 za hraběte Françoise Nicolase Le Normanta a v letech 1795 až 1798 za poslance Louise Philippe Dumonta (byl o 28 let mladší). Jejím dlouholetým milencem byl Claude Antoine de Valdec de Lessart, ministr financí, popravený v dobách revolučního teroru; také La Morphise upadla do podezření z protistátní činnosti a byla pět měsíců vězněna v klášteře anglických benediktinek.